# غروس-بيبراو
غرس بيبراو (بالألمانية: Groß-Bieberau) هي بلدة، مدينة و بلدة ألمانية تقع في ألمانيا في منطقة دارمشتات ديبورغ ‏.[بحاجة لمصدر] يقدر عدد سكانها بـ 4,621 نسمة .